# Atelopsycha mataea
Atelopsycha mataea är en fjärilsart som beskrevs av Edward Meyrick 1937. Atelopsycha mataea ingår i släktet Atelopsycha och familjen säckspinnare. Inga underarter finns listade i Catalogue of Life.